# Прюкнер, Тило
Тило Прюкнер (26 октября 1940, Аугсбург — 2 июля 2020, Берлин) — немецкий актер.

## Биография
Актёр родился 26 октября 1940 года в Аугсбурге в семье педиатра Альфреда Прюкнера и Доротеи Краузе. Начальное образование получил в школе Св. Анны в Аугсбурге и средней школе Меланхтона в Нюрнберге, выпустился в 1960 году.
Бросил изучать право, чтобы стать актёром. Учился сценическому искусству в Мюнхене, где с 1962 по 1964 годы работал в Мюнхенском театре им. Джугенда. Позднее играл в Государственном театре Санкт-Галлена, в Государственном театре искусств Оберхаузена, а также как независимый актёр в Баварском государственном театре.
Дебютировал в кино в 1967 году. В 1976 году был отмечен премией за роль скрипача Ханншена Вурлицера. Ему удивительно точно удавались трогательные чудаки.
Прюкнер прославился и в детективных сериалах. Его лучшие роли в этом жанре — шеф криминальной полиции Гернот Шуберт, комиссар Голиц, отставной комиссар Эдвин Бремер.
За свою актерскую карьеру Тило Прюкнер снялся более чем в 100 фильмах. Среди его работ — «Восточный ветер», «Фальшивомонетчики», «Мёд в голове», «Мой друг из Фаро», «Железное небо» и культовый фентези-фильм «Бесконечная история».
79-летний Прюкнер ушел из жизни 2 июля 2020 года. По словам близких, причиной кончины стала сердечная недостаточность.